# Площадь Тертр
Площадь Тертр (фр. Place du Tertre), также Площадь Холма — «сердце Монмартра»; площадь в 18-м муниципальном округе Парижа 200 м западнее базилики Сакре-Кёр. Является одной из самых посещаемых достопримечательностей Парижа.
Основная застройка площади относится к XVIII веку. В начале XX века здесь жили многочисленные художники, такие, как Пабло Пикассо и Морис Утрилло; окрестности площади Тертр считались центром современного искусства.
Сегодня на площади Тертр художники и карикатуристы выставляют на продажу (главным образом, туристам) свои работы. Для этого требуется концессия Союза художников, которую очень трудно получить.
На первых этажах находящихся поблизости домов располагаются небольшие кафе и рестораны.

## Транспорт
- «Монмартробюс» (также: «Монмартробус»)
- Метро: линия 12, станция Abbesses

## Галерея

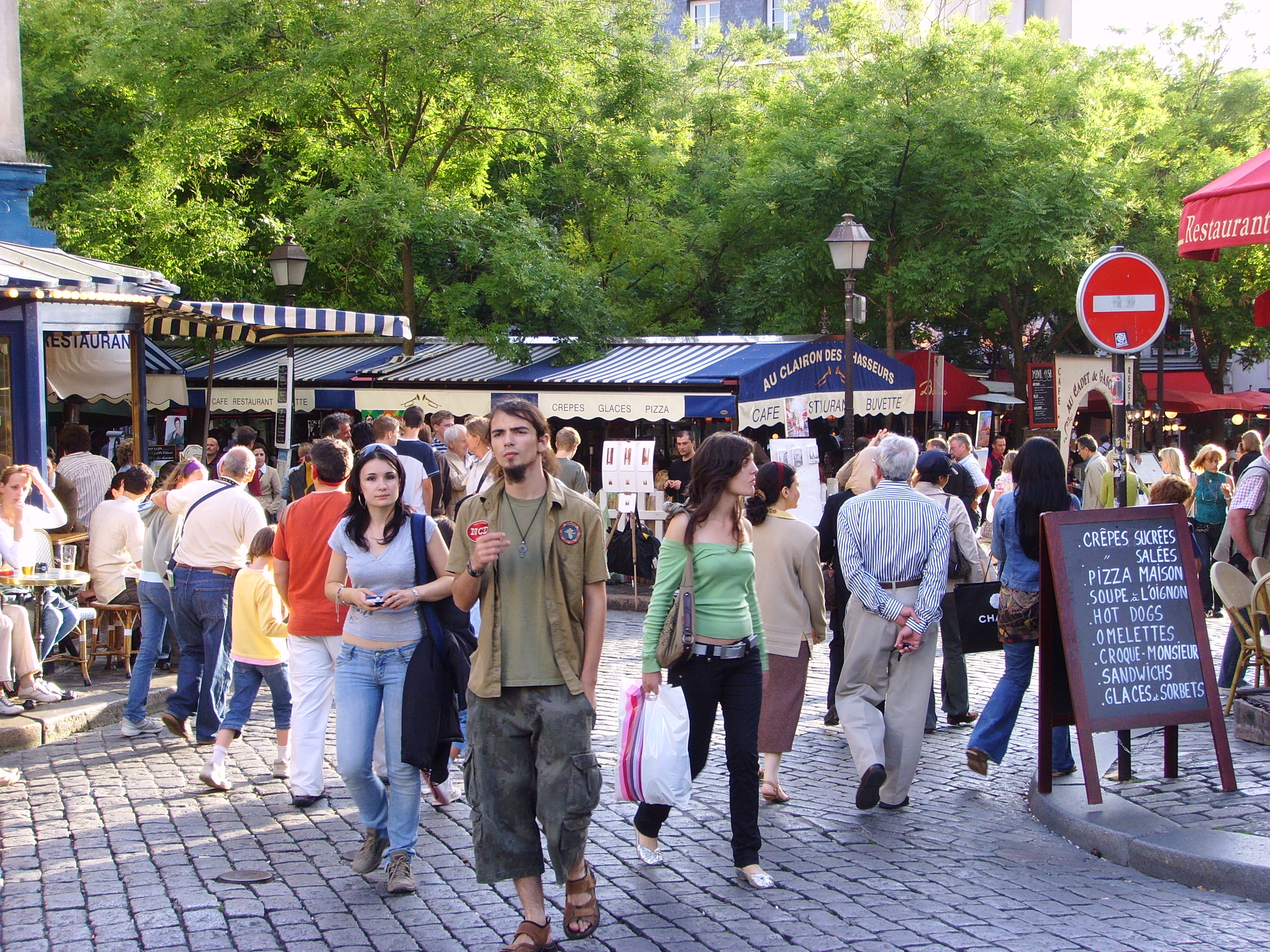
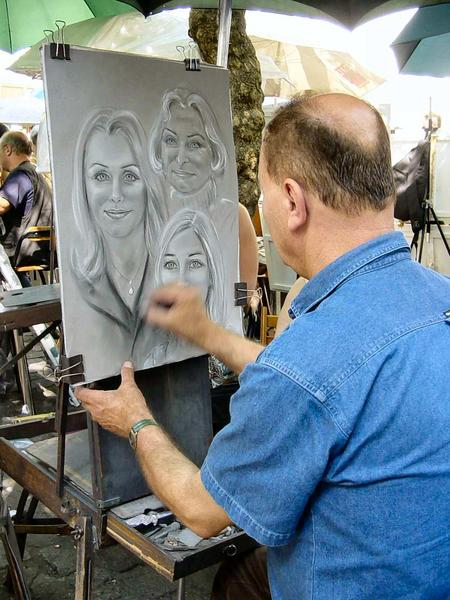
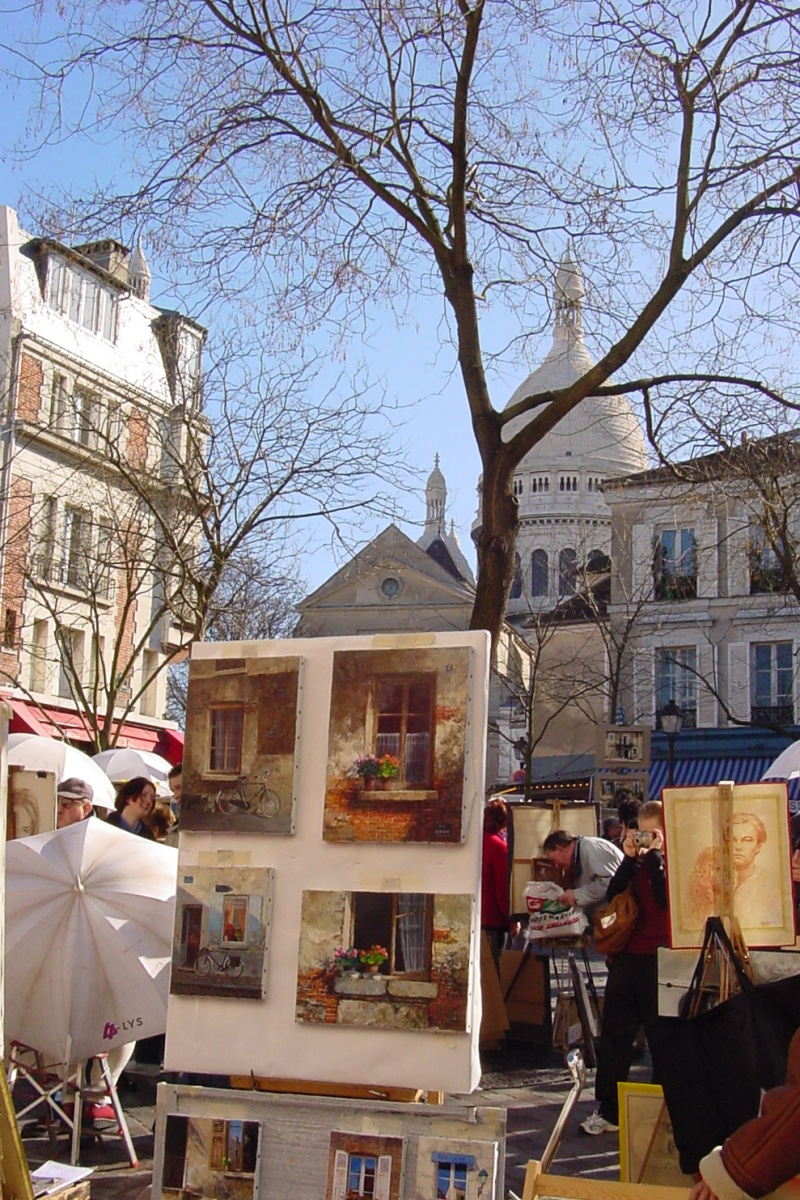
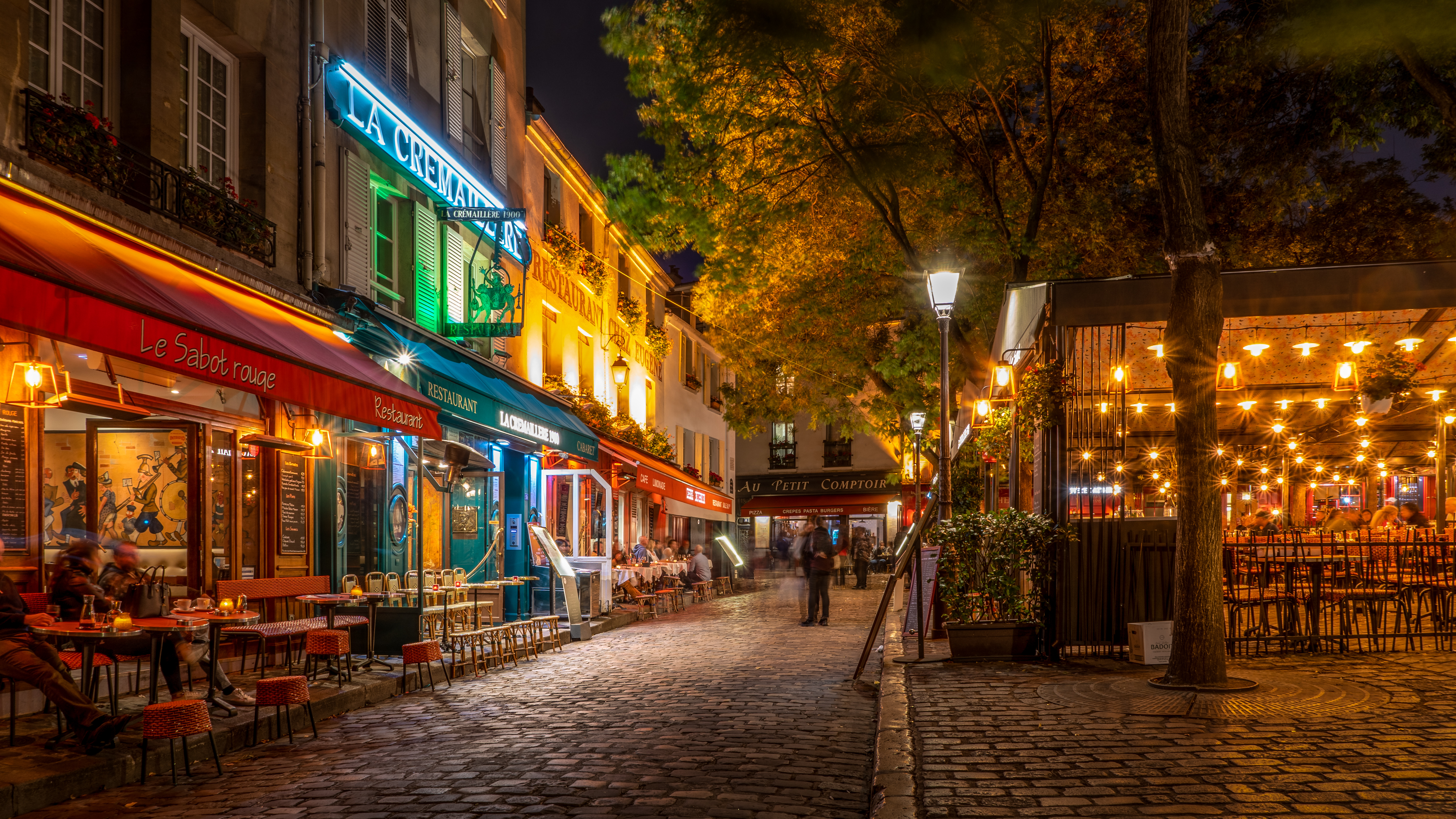